# Kalaki (district)
Kalaki is een district in het oosten van Oeganda. Hoofdstad van het district is de stad Kalaki. Het district telde in 2014 109.874 inwoners en in 2020 naar schatting 138.700 inwoners op een oppervlakte van 737 km².
Het district werd opgericht na afsplitsing van het district Kaberamaido. Het district is onderverdeeld in 6 sub-counties, 21 gemeenten (parishes) en telt 215 dorpen.
In 2003 had de bevolking van het district te tijden onder aanvallen van het Verzetsleger van de Heer. In oktober 2020 werden met name de sub-counties Kakwe, Bululu en Kalaki getroffen door overstromingen.